# هانس كولر
هانس كولر (بالألمانية: Hans Koller)‏ هو عازف جاز وعازف بيانو ألماني، ولد في 10 نوفمبر 1970 في لاندسهوت في ألمانيا.

## وصلات خارجية
- هانس كولر على موقع ميوزك برينز (الإنجليزية)
- هانس كولر على موقع ديسكوغز (الإنجليزية)